# Audi R10 TDI
La Audi R10 TDI, comunemente detta R10, è uno sport prototipo realizzato dall'Audi per competere nella categoria LMP1 delle gare di endurance e in particolare, nella più celebre di esse: la 24 Ore di Le Mans. Questa vettura, presentata il 13 dicembre 2005, si aggiudicò subito le prime due gare dopo il debutto nel 2006, ovvero la 12 Ore di Sebring e la 24 Ore di Le Mans. Si tratta della prima sport spinta da un motore diesel in grado di vincere le grandi gare di durata.

## Contesto
Nel 2003 la commissione tecnica dell'ACO annunciò l'intenzione di consentire l'utilizzo di motorizzazioni diesel sui prototipi LMP1 impegnati nelle proprie competizioni. In un contesto caratterizzato da una significativa spinta nello sviluppo dei propulsori a gasolio dovuto soprattutto all'avvento dei common-rail e da un forte incremento nelle vendite di autovetture di serie con questa motorizzazione; nel 2004 la Peugeot è la prima casa automobilistica ad annunciare di volersi cimentare nelle competizioni endurance con un prototipo diesel a partire dal 2007.
Nel 2005 l'ACO, che regolamenta le vetture che partecipano alla 24 Ore di Le Mans e ai campionati LMS e AMLS, introdusse un nuovo regolamento tecnico inerente a telai e conformazione aerodinamica per le vetture prototipo obbligatorio a partire dal 2006, la vecchia Audi R8 Sport non era più conforme a meno di consistenti modifiche, divenne necessario per l'Audi sviluppare un nuovo modello. Nel contempo l'Audi per promuovere a fini di marketing le proprie motorizzazioni diesel e convinta dei forti margini di sviluppo che un tale propulsore potrebbe avere nelle competizioni, decide a sua volta di scendere in campo con un prototipo a gasolio, anticipando i rivali francesi della Peugeot di un anno, presenta l'Audi R10, vettura che prende il posto della precedente R8, plurivittoriosa sport di Ingolstadt.

## Tecnica

### Telaio
L'Audi Sport ha progettato la R10 presso la propria struttura, avvalendosi per la realizzazione del telaio, come già in precedenza per la R8, della consulenza della Dallara, azienda italiana specializzata nel settore, infatti su indicazione dei tecnici Audi si è occupata della fabbricazione del telaio monoscocca in fibra di carbonio.
Per quanto riguarda il serbatoio, nel 2006 la R10 disponeva di 90 litri di capacità massima, al pari delle vetture alimentate a benzina, nonostante un consumo inferiore dovuto al maggiore rendimento del gasolio, che si traduceva in meno soste di rifornimento. Dopo varie discussioni e studi, l'ACO per il 2007 ha imposto alle vetture alimentate a gasolio un serbatoio della capacità massima di 81 litri, in modo tale da livellare le prestazioni, precedentemente più favorevoli ai diesel.

### Aerodinamica
La concezione della vettura è del tipo sport aperta, come per la precedente R8, soluzione che consente di diminuire la portanza, scelta adottata anche per fini pratici in pista quali: cambi pilota più rapidi nelle soste e visibilità migliore da parte dei piloti (in caso di olio o sporco basta strappare le pellicole protettive sul casco, cosa impraticabile sul parabrezza di un coupé). La veste aerodinamica del corpo vettura, concepita dai tecnici aerodinamici Audi, è stata successivamente sviluppata su un modello in scala presso la galleria del vento della azienda italiana Fondmetal Technologies, per essere poi affinata su un modello in scala reale nella galleria del vento Audi.
Nonostante qualche somiglianza con il modello precedente, il design presenta alcune innovazioni: nuovo musetto anteriore più lungo e profilato, prese d'aria per il raffreddamento degli organi meccanici abbassate per migliorare il coefficiente di penetrazione aerodinamica (passano direttamente fra i braccetti delle sospensioni anteriori), un pacchetto aerodinamico conforme ai nuovi regolamenti, nel quale spicca il doppio rollbar a protezione dell'abitacolo. Il passo è stato allungato, infatti il vano motore è più capiente per ospitare il nuovo motore V12 TDI, gli estrattori laterali lungo le fiancate sono più grandi e affusolati per migliorare l'effetto suolo, vi sono inoltre diversi sfoghi d'aria per garantire un efficace smaltimento dell'aria calda in uscita dai pacchi radianti, di dimensioni ben superiori rispetto ai motori a benzina.

### Motore

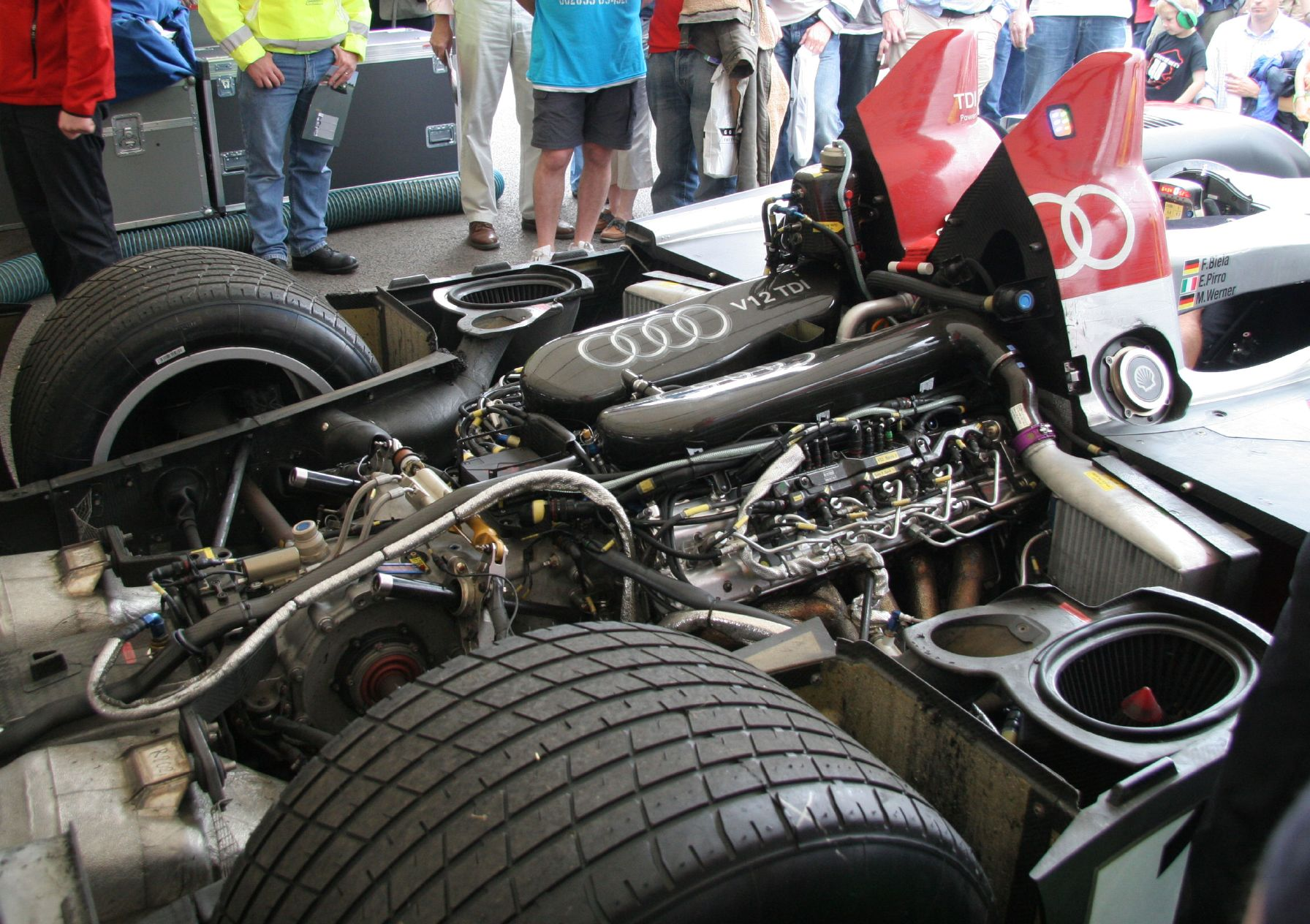
Il vano motore dell'Audi R10

Il motore della R10 è un 12 cilindri a V di 90 gradi di 5.550cm³, il monoblocco e le testate sono realizzate in lega di alluminio, è sovralimentato mediante due turbocompressori Garrett, dispone di 4 valvole per cilindro, l'alimentazione del motore è ad iniezione diretta per mezzo di un sistema common-rail fornito dalla Bosch che spinge il gasolio a pressioni di oltre 1.600 bar, sui collettori di scarico sono posizionati due filtri antiparticolato.
La potenza sviluppata è superiore a 650 CV (la potenza reale del V12 è stimata in circa 700 CV) per un valore di coppia motrice superiore a 1.100 Nm, la potenza e la coppia elevata del motore sono disponibili quasi fin dal minimo, anche se l'intervallo d'utilizzo ottimale si situa tra 3.000 e 5.000 giri/min, questi valori sono oltre tutto contenuti, infatti per regolamento sono applicati due restrittori da 39,9 millimetri sui condotti di aspirazione e la pressione di sovralimentazione massima è di 2,94 bar.
L'elasticità ed il livello di coppia motrice di questo motore V12 sono tali, da consentire l'utilizzo di un cambio sequenziale elettropneumatico con palette al volante a soli 5 rapporti, rispetto ai 6 comunemente utilizzati su questo genere di prototipi; questo accorgimento permette ai piloti di effettuare un minor numero di cambi marcia rispetto alla precedente Audi R8, con indubbi vantaggi cronometrici.

## Risultati sportivi

### Stagione 2006
Il programma agonistico predisposto dall'Audi Sport prevedeva inizialmente come obiettivo principale la vittoria a Le Mans e la partecipazione al campionato ALMS. Come da consuetudine, in casa Audi il prototipo viene fatto debuttare alla 12 Ore di Sebring del 2006, gara prestigiosa, considerata anche un buon test per mettere alla prova le qualità velocistiche e l'affidabilità della macchina, che vince nettamente. Successivamente prende parte alla 24 Ore di Le Mans; per l'occasione vengono schierate due vetture dal Team Joest; nonostante qualche inconveniente tecnico, è comunque la R10 a vincere con l'equipaggio Frank Biela, Emanuele Pirro e Marco Werner; seconda arriva una combattiva Pescarolo, mentre al terzo posto l'altra R10. Oltre che nelle due gare di durata, la vettura viene schierata in seguito nelle ultime prove del campionato ALMS, sostituendo definitivamente la R8.

### Stagione 2007

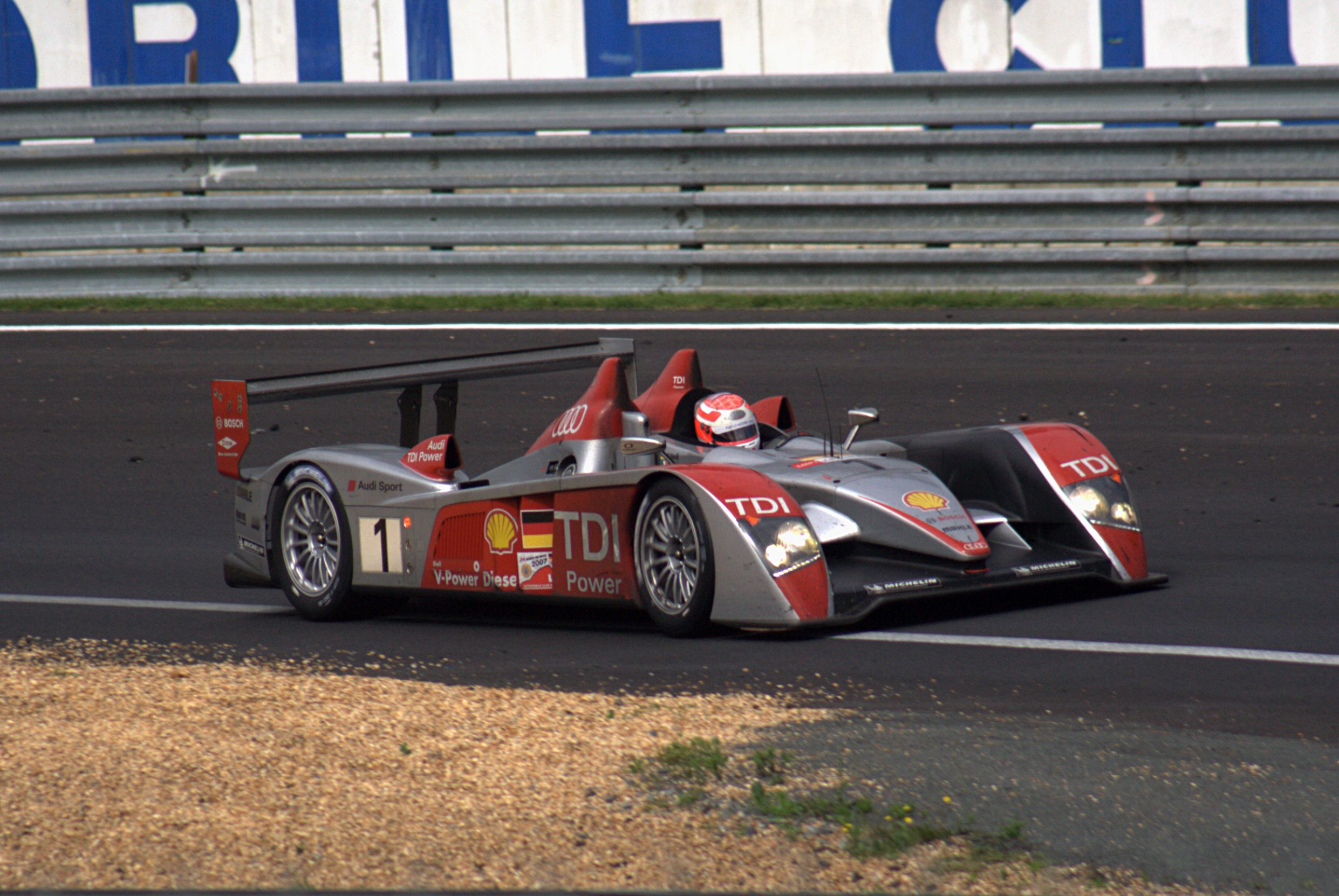
L'Audi R10 vincitrice della 24 Ore di Le Mans 2007

Nel 2007 la R10 si riconferma vincendo a Sebring, ma nel campionato ALMS deve affrontare una nuova, temibile rivale: la Porsche RS Spyder LMP2 che, forte del peso inferiore di oltre 150 kg e grazie anche alla conformazione tortuosa e tecnica dei tracciati americani, riesce spesso a batterla in classifica assoluta. Alla 24 Ore di Le Mans, invece, l'Audi con tre R10 deve fronteggiare un nuovo costruttore di primo piano: è la Peugeot, che schiera due 908; la sfida tra le due case inizia nelle qualifiche, dove la spunta di poco la Peugeot; tuttavia in gara le R10 riescono ad avere un ritmo superiore alle rivali francesi, anche se due rovinosi incidenti pongono fine alla gara di due sport tedesche; la vittoria non sfugge alla terza R10, con equipaggio composto da Frank Biela, Emanuele Pirro e Marco Werner; seconda arriva la Peugeot 908, terza una consistente Pescarolo.

### Stagione 2008
Nel 2008 il programma sportivo dell'Audi viene ampliato, gareggia infatti oltre che nell'ALMS e alla 24 Ore di Le Mans anche in Europa nel campionato LMS. Alla 12 Ore di Sebring gara inaugurale della stagione dell'ALMS, le due sport accusano complicazioni meccaniche ai dischi dei freni e al turbocompressore, la gara viene vinta dalla Porsche RS Spyder mentre la prima delle Audi guidata da Rinaldo Capello, Allan McNish e Tom Kristensen si piazza terza a meno di un giro di distacco. In campionato, le Porsche e le Acura, sport di classe LMP2, battagliano con Audi per le vittorie assolute, la casa degli anelli vince il titolo di categoria.
In giugno invece si aggiudica la 24 Ore di Le Mans l'Audi condotta da Rinaldo Capello, Allan McNish e Tom Kristensen davanti a due Peugeot 908 HDi FAP, dopo una gara molto combattuta, vinta grazie ad una migliore strategia di gara. Nel campionato LMS, l'Audi R10 si rivela meno veloce e competitiva della Peugeot 908, la quale vince 4 delle prime 5 prove di campionato, tuttavia l'Audi raccoglie piazzamenti regolari sul podio e resta in lizza per i titoli, in occasione della 1000km di Silverstone, ultimo appuntamento della stagione agonistica, le Peugeot incorrono in incidenti di gara e si verificano problemi tecnici, ne approfittano Mike Rockenfeller e Alexandre Prémat, che si aggiudicano il titolo piloti e Audi vince quello costruttori, rimontando i rivali della Peugeot sino ad allora al vertice della classifica.

### Stagione 2009
Nel 2009 viene presentata l'Audi R15, erede della R10 che va a sostituire in seno alla squadra ufficiale; tuttavia la sport continua a gareggiare nel campionato LMS, affidata al team Kolles e nella 24 Ore di Le Mans; la vettura, come da regolamento tecnico 2009, dispone di un alettone largo 160 cm in luogo dei precedenti 200 cm e il motore è meno potente a causa dell'adozione di strozzature più penalizzanti sui condotti di aspirazione e pressione del turbo minore.
Le due Audi R10 del Team Kolles, schierate nella 24 Ore di Le Mans 2009, concludono la gara in 7ª e 9ª posizione assoluta.

## Curiosità
L'11 luglio del 2006 l'Audi R10 ha sfidato un Harrier GR7 “Jump Jet”, pilotato dal tenente della Royal Air Force Pete Keenlyside. Il tutto si è svolto nella base militare vicino a Peterborough, con circa 5000 spettatori.
La sfida è stata vinta dall'Harrier, ma di appena un decimo di secondo. Questa è stata la prima volta che una vettura con motore diesel abbia sfidato un aereo a reazione.